# الدوري السعودي الممتاز للسيدات
الدوري السعودي لكرة القدم للسيدات هو مسابقة رسمية في كرة القدم النسائية في المملكة العربية السعودية، ينظمها الاتحاد السعودي لكرة القدم. أُعلن عن إطلاق الدوري في عام 2022، وانطلق الموسم الأول في 13 أكتوبر من العام نفسه بمشاركة ثمانية أندية هي: النصر، الهلال، اليمامة، الاتحاد، الشعلة، العاصفة، سما، ومراس. شهد الموسم الأول إقامة 56 مباراة.

## تاريخ
يعود ظهور كرة القدم النسائية المنظمة في المملكة العربية السعودية إلى عام 2006، حيث تأسس أول نادٍ نسائي سعودي، وهو نادي كينجز يونايتد في مدينة جدة، إلى جانب نادي الشعلة الشرقية في الظهران. لاحقًا، تم تأسيس فرق نسائية أخرى في الرياض والدمام.
في عام 2008، أُقيمت أول بطولة نسائية سعودية بمشاركة سبعة فرق. وفي ديسمبر 2019، نظّم الاتحاد السعودي لكرة القدم أول بطولة نسائية رسمية تحت مسمى دوري جدة للسيدات، حيث تُوّج فريق نسور جدة باللقب.
وفي فبراير 2020، أعلنت السلطات الرياضية السعودية إطلاق دوري كرة قدم نسائي على مستوى البلاد. انطلق الدوري الوطني في 17 نوفمبر 2020 بمشاركة 24 فريقًا موزعين على ثلاث مناطق: جدة، الرياض، والدمام، ضمن إطار دوري كرة القدم المجتمعي للسيدات. تأهلت أفضل أربعة فرق إلى بطولة كأس أبطال الدوري النسائي، وفاز فريق نادي التحدي الرياضي بلقب النسخة الأولى.
شهد الدوري تطورًا ملحوظًا على المستوى الإعلامي والتسويقي، ففي أكتوبر 2023، دخلت رابطة الدوري السعودي للسيدات في شراكة مع منصة البث العالمية DAZN، مما منحها حقوق بث المباريات عالميًا، في خطوة تعكس التقدم المتسارع للبطولة.
كما شهد الدوري اهتمامًا دوليًا متزايدًا، حيث حضر رئيس الاتحاد الدولي لكرة القدم (فيفا)، جياني إنفانتينو، مباراة بين الأهلي والاتحاد التي أُقيمت في 14 ديسمبر 2023 على ملعب الأمير محمد العبد الله الفيصل في جدة. وفي 23 ديسمبر 2023، حضرت اللاعبة الإسبانية أليكسيا بوتياس، المتوجة بجائزة أفضل لاعبة في العالم لعامي 2021 و2022، مباراة بين الاتحاد والنصر في ملعب نادي الاتحاد.
وفي مايو 2024، أُعلن عن شراكة بين شركة جراس فالي والدوري السعودي للمحترفين، لتوزيع مباريات الدوري السعودي الممتاز للسيدات لموسم 2024–2025 عبر منصتها الرقمية. تبع ذلك في 31 مايو 2024 تجديد الاتحاد السعودي لكرة القدم اتفاقية الشراكة الحصرية مع البنك الأهلي السعودي لمدة ثلاث سنوات لرعاية الدوري الممتاز للسيدات وكأس الاتحاد السعودي للسيدات.
وفي 10 يناير 2025، شهدت مباراة الأهلي والأمل حضور المدرب الإسباني خورخي فيلدا، بطل كأس العالم للسيدات 2023، على ملعب الأمير محمد العبد الله الفيصل في جدة.

## نظام الدوري
يتكوّن الدوري السعودي الممتاز للسيدات من عشر فرق تتنافس فيما بينها على مدار موسم كروي يُقام بنظام الذهاب والإياب، ليصل إجمالي الجولات إلى 18. تُلعب كل مباراة في إحدى جولتَي الذهاب أو الإياب، وتُحتسب النقاط وفقًا للنظام المعتمد عالميًا: ثلاث نقاط للفوز، ونقطة واحدة للتعادل، فيما لا تُمنح أي نقاط في حال الخسارة.
يعتمد ترتيب الفرق في جدول الدوري على عدد النقاط المحصّلة، وفي حال التساوي يُرجع إلى معايير إضافية مثل فارق الأهداف والمواجهات المباشرة، وفق لوائح الاتحاد السعودي لكرة القدم. يُمنح اللقب للفريق صاحب أعلى رصيد نقطي بنهاية الموسم.

## الفرق المشاركة
تشمل قائمة الفرق المشاركة في الدوري أندية بارزة مثل:
- النصر
- الأهلي
- الهلال
- الاتحاد
- الشباب
- القادسية
- فرق أخرى مثل شعلة الشرقية والعلا والأمل والترجي.[5]

## الفرق الحالية
وتتنافس الفرق العشرة التالية في موسم 2024-2025.م
| الفريق       | الموقع  | الأرض                                    | السعة  | موسم 2023-24               |
| ------------ | ------- | ---------------------------------------- | ------ | -------------------------- |
| الأهلي       | جدة     | ملعب النادي الأهلي                       | 14,000 | الثاني2nd                  |
| الأمل        | الطائف  | مدينة الملك فهد الرياضية                 | 20,000 | دوري الدرجة الأولى, الثالث |
| الهلال       | الرياض  | ملعب كليات عنابه الطبية                  | 10,000 | الخامس                     |
| الاتحاد      | جدة     | ملعب نادي الأتحاد                        | 15,000 | السادس                     |
| النصر        | الرياض  | ملعب الأمير عبد الرحمن                   | 15,000 | الأول                      |
| القادسية     | الخبر   | ملعب الأمير سعود بن جلوي                 | 15,000 | الرابع                     |
| الشباب       | الرياض  | ملعب نادي الشباب                         | 15,000 | الثالث                     |
| الترجي       | القطيف  | ملعب الأمير نايف بن عبد العزيز           | 12,000 | دوري الدرجة الأولى, الثاني |
| العلا        | المدينة | مدينة الأمير محمد بن عبد العزيز الرياضية | 20,000 | دوري الدرجة الأولى, الأول  |
| شعلة الشرقية | الدمام  | ملعب الأمير محمد بن فهد                  | 26,000 | السابع                     |

## الجوائز المالية
خصص الاتحاد السعودي لكرة القدم جوائز مالية قيمة للمراكز الثلاثة الأولى، على النحو التالي:
- المركز الأول: مليونا ريال سعودي.
- المركز الثاني: مليون وخمسمائة ألف ريال سعودي.
- المركز الثالث: مليون ريال سعودي.

## أبرز الإنجازات
في موسم 2023-2024، تُوِّج فريق النصر بطلاً للدوري بعد تقديمه أداءً مميزًا جمع فيه 37 نقطة من خلال 12 فوزًا وتعادل واحد وخسارة واحدة. يُعد هذا الإنجاز مؤشرًا على التطور الكبير الذي يشهده الدوري.

## الأبطال

### حسب الموسم
| موسم    | البطل | الوصيف | المركز الثالث | مرجع  |         |       |        |        |  |
| ------- | ----- | ------ | ------------- | ----- | ------- | ----- | ------ | ------ |  |
| موسم    | البطل | الوصيف | المركز الثالث | مرجع  | 2022–23 | النصر | الهلال | الشباب |  |
| 2023–24 | النصر | الأهلي | الشباب        | [ 7 ] |         |       |        |        |  |
| 2024–25 | النصر | الأهلي | سيحدد لاحقًا   | [ 8 ] |         |       |        |        |  |

### اجمالي الألقاب التي فازت بها كل منطقة
| المنطقة      | المدينة | عدد الألقاب | النادي |
| ------------ | ------- | ----------- | ------ |
| منطقة الرياض | الرياض  | 3           | النصر  |

## ترتيب الدوري
يتصدر النصر الترتيب حتى الان
|   | الفريق       | لعب | فاز | تعادل | خسر | له | عليه | فارق | نقاط |
| - | ------------ | --- | --- | ----- | --- | -- | ---- | ---- | ---- |
| 1 | النصر        | 14  | 11  | 2     | 1   | 1  | 0    | + 48 | 35   |
| 2 | الهلال       | 14  | 10  | 2     | 2   | 1  | 0    | +53  | 33   |
| 3 | الشباب       | 14  | 8   | 2     | 4   | 1  | 0    | +28  | 26   |
| 4 | اليمامه      | 14  | 6   | 3     | 5   | 0  | 2    | +25  | 21   |
| 5 | الاتحاد      | 14  | 5   | 6     | 3   | 1  | 0    | +27  | 21   |
| 6 | الاهلي       | 14  | 5   | 1     | 8   | 1  | 1    | +2   | 16   |
| 7 | شعلة الشرقية | 14  | 2   | 2     | 10  | 1  | 2    | -11  | 8    |
| 8 | سما          | 14  | 0   | 0     | 14  | 0  | 3    | -172 | 0    |

## السجلات

### جدول جميع الأوقات
آخر تحديث اعتبارًا من الجولة السادسة عشر من الدوري السعودي الممتاز للسيدات 2024–25
.
| الترتيب | الفريق       | المواسم | لعب | فوز | تعادل | هزيمة | أهداف له | أهداف عليه | فارق الأهداف | النقاط |
| ------- | ------------ | ------- | --- | --- | ----- | ----- | -------- | ---------- | ------------ | ------ |
| 1       | النصر        | 3       | 44  | 39  | 3     | 2     | 172      | 45         | +127         | 120    |
| 2       | الاهلي       | 3       | 44  | 25  | 5     | 14    | 144      | 73         | +71          | 83     |
| 3       | الشباب       | 3       | 43  | 24  | 7     | 12    | 127      | 64         | +63          | 79     |
| 4       | الهلال       | 3       | 44  | 24  | 6     | 14    | 141      | 67         | +74          | 78     |
| 5       | الاتحاد      | 3       | 44  | 18  | 8     | 18    | 115      | 69         | +46          | 62     |
| 6       | القادسية     | 2       | 30  | 14  | 10    | 6     | 62       | 27         | +35          | 52     |
| 7       | شعلة الشرقية | 3       | 44  | 6   | 6     | 32    | 54       | 138        | −84          | 24     |
| 8       | العلا        | 1       | 16  | 7   | 2     | 7     | 30       | 27         | +3           | 23     |
| 9       | اليمامة      | 1       | 15  | 6   | 3     | 6     | 41       | 17         | +24          | 21     |
| 10      | الامل        | 1       | 16  | 3   | 1     | 12    | 21       | 51         | −30          | 10     |
| 11      | الرياض       | 1       | 14  | 0   | 1     | 13    | 8        | 79         | −71          | 1      |
| 12      | الترجي       | 1       | 16  | 0   | 0     | 16    | 8        | 94         | −86          | 0      |
| 13      | البيرق       | 1       | 14  | 0   | 0     | 14    | 1        | 173        | −172         | 0      |

- - في عام 2023، تم حل اليمامة ودمجها مع الشباب. .[9]

### أفضل الهدافين
| الترتيب | اللاعبة           | الأهداف |
| ------- | ----------------- | ------- |
| 1       | شوخان نور الدين\| | 59      |
| 2       | ابتسام الجريدي    | 56      |
| 3       | نعومي كاباكابا    | 29      |
| 4       | أجارا نشوت        | 26      |
| 5       | لينا بوساحة       | 25      |
| 6       | كلارا لوفنجا      | 25      |
| 7       | البندري مبارك     | 16      |
| 8       | حصة العيسى        | 15      |
| 8       | منه طارق          | 15      |
| 10      | مافيس اووسو       | 14      |
| 10      | ميساء جبارة       | 14      |
| 10      | أوريانا ألتوف     | 14      |
| 10      | ليتسيا نونيس      | 14      |
| 14      | دودا فرانسيلينو   | 13      |
| 15      | اليزابيث أدو      | 12      |
| 15      | داليا أبو لبن     | 12      |
| 15      | سامية عوني        | 12      |

### أكبر الانتصارات
آخر تحديث اعتبارًا من 15 مارس 2025
.
| الموسم  | التاريخ    | المباراة              | النتيجة |
| ------- | ---------- | --------------------- | ------- |
| 2022–23 | 11/02/2023 | الشباب - البيرق       | 19–0    |
| 2022–23 | 31/01/2023 | الهلال - البيرق       | 18–0    |
| 2022–23 | 19/11/2022 | البيرق - الهلال       | 0–18    |
| 2022–23 | 13/10/2022 | البيرق - النصر        | 0–18    |
| 2022–23 | 30/12/2022 | البيرق - الاتحاد      | 0–14    |
| 2022–23 | 24/01/2023 | اليمامة - البيرق      | 13–0    |
| 2023–24 | 16/03/2024 | الرياض - الاتحاد      | 2–13    |
| 2024–25 | 27/12/2024 | الترجي - النصر        | 0–11    |
| 2022–23 | 17/12/2022 | النصر - البيرق        | 11–0    |
| 2022–23 | 06/12/2022 | الاتحاد - البيرق      | 11–0    |
| 2022–23 | 02/12/2022 | شعلة الشرقية - البيرق | 11–0    |
| 2023–24 | 19/04/2024 | الرياض - الشباب       | 1–10    |
| 2022–23 | 12/11/2022 | البيرق - اليمامة      | 0–10    |

## أبطال الدوري السابقون
قبل انطلاق الدوري السعودي للسيدات، أُنشئ دوريان لاختبار وتجهيز الأمور، ووضع أسس المنافسة على أعلى مستوى. شكّلت هذه الدوريات حجر الأساس، وحسّنت هيكلية الدوري وضمنت نجاحه.
قائمة البطل والوصيف
| العام                                | البطل                                | الوصيف                               | مرجع   |
| ------------------------------------ | ------------------------------------ | ------------------------------------ | ------ |
| دوري كرة القدم المجتمعي للسيدات      | دوري كرة القدم المجتمعي للسيدات      | دوري كرة القدم المجتمعي للسيدات      | [ 10 ] |
| 2020–21                              | الهلال                               | الاتحاد                              |        |
| بطولةSAFF الوطنية لكرة القدم للسيدات | بطولةSAFF الوطنية لكرة القدم للسيدات | بطولةSAFF الوطنية لكرة القدم للسيدات | [ 11 ] |
| 2021–22                              | النصر                                | الهلال                               |        |

- - الهلال (التحدي السابق)
  - الاتحاد (جدة إيجلز LFC سابقًا)
  - النصر (نادي المملكة سابقًا)

## الرعاة
| الرعاة               | الفترة        | مرجع   |
| -------------------- | ------------- | ------ |
| لايز                 | 2023–2024     | [ 12 ] |
| البنك الوطني السعودي | 2024–حتى الآن | [ 13 ] |

## وصلات خارجية
الموقع الرسمي للاتحاد السعودي لكرة القدم